# Limnophila diffusa
Limnophila diffusa är en grobladsväxtart som beskrevs av George Bentham. Limnophila diffusa ingår i släktet Limnophila och familjen grobladsväxter. Inga underarter finns listade i Catalogue of Life.